# Аперо
Аперо (фр. L'apéro «л-аперо») — коротка назва від фр. l'apéritif, невеликий прийом їжі перед вечерею, подібний до коктейльної вечірки, який найчастіше за все зустрічається у Франції. Іноді аперо може слугувати основною вечерею та подватися із десертом у кінці. Аперо проходить зазвичай між 18:00 та 21:00. Немає фіксованої довжини для аперо, воно може тривати від 30 хвилин до 3 годин . Найчастіше за все під час аперо подають вино чи пиво, а у якості страв — хліб з оливками, сир, бекон, багет, овочі та інше.

## Історія
Слово аперетів «apéritif» походить від латинського дієслова «aperire», що означає «відкривати» («ouvrir»).
Римляни випивали келих вина з медом перед кожним прийомом їжі, і цю практику рекомендували дотримуватися середньовічні медики.
В середні віки аперитивом називали трав'яні напої з невеликим вмістом алкоголю, які вживали перед їжею, щоб збільшити апетит. Такі напої більше цінувалися за їх терапевтичні якості, ніж за смакові.
У 1846 році Жозеф Дюбонне, французький хімік створив напій на основі вина і хініну, який потрібно було вживати для боротьби з малярією. У напою був дуже гіркий смак, і Жозеф Дюбонне почав додавати відвари трав і прянощів з насиченим смаком. Спочатку настоянку пили тільки солдати, але одного разу дружині хіміка прийшла в голову ідея подати мікстуру своїм друзям в якості аперитиву. Аперитив всім сподобався, і далі спрацювало «сарафанне радіо», яке швидко зробило його популярним.
Але тільки в кінці Другої світової війни культура аперитиву починає набирати обертів та трансформувалося в «apéro» .